# ويلسون بينهيرو
ويلسون بينهيرو (بالبرتغالية: Wilson de Souza Pinheiro‏) هو سياسي برازيلي، ولد في 1933، وتوفي في 21 يوليو 1980 في البرازيل. حزبياً، نشط في حزب العمال البرازيلي.